# 185641 Judd
185641 Judd este un asteroid din centura principală de asteroizi.

## Descriere
185641 Judd este un asteroid din centura principală de asteroizi. A fost descoperit pe 5 martie 2008 la Wrightwood de James Whitney Young. Asteroidul prezintă o orbită caracterizată de o semiaxă mare de 2,63 ua, o excentricitate de 0,02 și o înclinație de 2,8° în raport cu ecliptica.